# Omar Nayef
Omar Nayef Hassan Zayed (1963-2016), plus connu sous le nom d'Omar Nayef (en arabe : عمر النايف), est un commerçant de profession, un militant politique et ancien résistant palestinien né à Jénine en Cisjordanie (Palestine) en 1963, retrouvé mort à l'ambassade palestinienne (ar) à Sofia en Bulgarie le 26 février 2016.

## Biographie
Membre du Front populaire de libération de la Palestine depuis sa jeunesse, Omar est accusé par Israël d'avoir tué un colon israélien au couteau en 1986 avec deux de ses camarades. Les trois suspects sont emprisonnés, mais Omar parvient à s'échapper de la prison en 1990. Il vit alors dans plusieurs pays arabes, où il est longtemps traqué, avant de s'installer en Bulgarie. À Sofia, Omar rencontre sa future épouse Rania Zayed, palestinienne titulaire de la nationalité bulgare, avec qui il finit par avoir trois enfants. Le 15 décembre 2015, le ministère des affaires étrangères israélien demande au gouvernement bulgare l'extradition d'Omar conformément à des accords bilatéraux. Omar se réfugie alors à l'ambassade palestinienne à Sofia (ar) où il demeure jusqu'au 26 février, date à laquelle il est retrouvé mort. Le Mossad est accusé d'avoir pris part à l'assassinat,,.